# Солецизм
Солеци́зм (дав.-гр. σολοικισμός від назви д.-гр. міста Σόλοι Соли) — синтаксична помилка, неправильний граматичний зворот, що не порушує змісту висловлювання,
наприклад: «скільки годин?» (замість «котра година?»).
Солецизм може виникати під впливом діалектного мовлення, при порушенні узгодження між членами речення. У художній літературі солецизм — неправильний зворот мови як елемент стилю.

## Визначення
У загальному значенні солецизм — будь-яке порушення правил синтаксису чи граматики., він може вважатися окремою стилістичною фігурою, класом стилістиних фігур або взагалі протиставлятися іншим стилістичним фігурам.
Термін використовується з античних часів, зокрема згадується у Квінтіліана. Скептик Секст Емпірик у II ст. н. е. зазначав, що граматики визначають солецизм як «похибку проти загального звичаю в усьому складі речення, тобто неузгодженість».
Ф. Прокопович зазначав: «Солецизм, варваризм або інші огріхи промови можуть вживатись для жарту, але з певним смислом».

### Стилістична фігура
Солецизм як стилістична фігура полягає у свідомому порушенні граматики чи морфології з метою створення певного образу, наприклад: «Вона стара собака — зуби з'їла на цій справі». Тут слово «собака» (чоловічого роду) віднесено до жінки за зовнішньої нейтральності використання прислів'я.

### Категорія стилістичних фігур
Солецизм може розглядатися як категорія стилістичних фігур, звичайно використовуваних для створення низького стилю, до якої відносять фігури:
- Плеоназм — солецизм за допомоги додавання.
- Еліпс — солецизм за допомоги зменшення.
- Еналага — солецизм за допомоги морфологічної заміни.
- Анаколуф — солецизм за допомоги синтаксичної заміни.

Хоча античні автори розрізняли варваризм (похибку проти загального звичаю у одному слові) і солецизм (похибку в усьому складі речення), зараз до солецизму як категорії стилістичних фігур у широкому значенні можуть також відносити використання нелітературного слова: варваризму, діалектизму чи вульгаризму, чи навіть помилки у вимові.

### У протиставленні до фігур
Солецизм може протиставлятися до інших стилістичних фігур, у такому разі його відмінність від власне стилістичних фігур відповідає різниці між відчуттям «неправильності» і «вирізненості», тобто є дуже хиткою, власне фігури зазвичай використовуються для створення високого стилю, на відміну від солецизмів, використовуваних для створення низького стилю.

## Солецизм яккалькаіншомовного звороту
Солецизмами можуть бути буквально перекладені з іншої мови звороти, у цьому разі вони називаються за мовою запозичення: росіянізми з російської, галліцизми з французької, германізми з німецької, полонізми з польської тощо.
Слід розрізняти кальки, засвоєні українською мовою (наприклад, «не в своїй тарілці» — калька фразеологізму фр. ne pas être dans son assiette) і власне солецизми, наприклад, вживання «учитися напам'ять» (калька з пол. uczyć się na pamięć) замість правильного «учити напам'ять».

## Етимологія
В українській мові вперше зафіксовано як соликисмъ (1704). Запозичено з піздньолат. soloecismus ‘синтаксична помилка, неправильне сполучення слів; помилка, огріх’ від дав.-гр. σολοικισμός ‘помилка в мовленні; (грам.) синтаксична помилка, солецизм; непристойність, брутальність’.
У грецькій мові походить від назви міста Σόλοι ‘Соли’, давньогрецької колонії у Кілікії в Малій Азії, жителі якої, переселені з Афін за часів Солона, говорили особливо зіпсованою грецькою мовою.

## Приклади
Давайте спробуємо. Тільки зарані давайте умовимося, що в моїй оцій розповіді чи бесіді не буде ніякісіньких рецептів про те, як писати фейлетони, гуморески чи взагалі художні твори.— Остап Вишня «Отак і пишу»
Та щось нишком розмовляли —

Здалека не чути —

О отечестві, здається,

Та нових петлицях...— Тарас Шевченко
Зрадила та, що любила...
Зрадила мила мені...— О. Олесь
Привид. (іронічно). То може ти і м’яса не їси?
Гамлєт: Ні, не їсу я м’яса принципово.— Лесь Подерв'янський

А ви коли-небудь бачили прикажчика в літературі? Такий собі:

— Чево ізволіте? Ямб? На скільки порцій?! 

І такі єсть! Ну, бог з ними.— Остап Вишня